# Ephippiochthonius corcyraeus
Espèce
Synonymes
- Chthonius corcyraeus Mahnert, 1976

Ephippiochthonius corcyraeus est une espèce de pseudoscorpions de la famille des Chthoniidae.

## Distribution
Cette espèce est endémique de Corfou en Grèce. Elle se rencontre dans la grotte Peristero Grava à Loútses.

## Description
La femelle holotype mesure 1,6 mm.

## Étymologie
Son nom d'espèce lui a été donné en référence au lieu de sa découverte, Corfou.

## Publication originale
- Mahnert, 1976 : Zwei neue Pseudoskorpion-Arten (Arachnida) aus griechischen Hohlen. Uber griechische Pseudoskorpione 7. Berichte naturw-med Ver Innsbruck, vol. 63, p. 177-183.